# Prajñātāra
Considéré par la tradition du bouddhisme zen comme son vingt-septième patriarche, Prajñātāra (en chinois bouddhique: 般若多羅) est un moine bouddhiste indien, ou peut-être une nonne, qui vécut dans le sud de l'Inde.

## Moine ou nonne
Prajñātāra est souvent considéré par défaut comme un moine à l'instar de tous ses prédécesseurs et successeurs dans la lignée des patriarches du zen. Cependant une partie de la tradition du zen coréen et les traces historiques témoignant de la présence d'une grande enseignante au Kerala à l'époque de Prajñātāra et de Bodhidharma, soutiennent l'hypothèse que Prajñātāra était une femme donc une nonne et non un moine,, auquel cas elle s'appellerait Prajñātārā.

## Biographie
Prajñātāra fut le précepteur de Bodhidharma considéré traditionnellement comme le fondateur de l'école bouddhiste chan - connue au Japon et en Occident sous le nom de zen - et du monastère Shaolin et son école de kung fu. L'histoire de Bodhidharma en tant que maître zen commence avec ce contact.
Selon une anecdote célèbre, Prajñātāra aurait  offert à son père, Suganchas qui était roi de Kanchipuram, une pierre précieuse d’une valeur extraordinaire, et aurait voulu tester la compréhension des enfants qui répondirent que cette pierre était « la plus merveilleuse du monde ». Seul Bodhidharma, encore très jeune, aurait répondu : « cette pierre n’a pas de grande valeur car finalement la seule chose qui ait de la valeur c’est l’esprit, c’est l’esprit qui est capable de comprendre la valeur de l’existence, la valeur des choses, la valeur des êtres, la pierre en elle-même ne vaut rien sans l’esprit, c’est l’esprit qui est important ».
Prajñātāra  décida de parfaire l'éducation de cet enfant destiné à devenir un grand maître. Il demanda par la suite à son disciple de transmettre la pratique du Zen, ce qu'il fit lors de ses pérégrinations de l'Inde à la Chine.
La pratique du Dharma de Bouddha, dans l'école zen, constitue une lignée ininterrompue depuis Shakyamuni Bouddha.